# Астрофизм
Астрофизм (др.-греч. ἄστροφος «бесстрофный») — отсутствие в стихотворном произведении чёткого деления на строфы, свободное сочетание различного строфического единства, что способствует выразительности речи и свободе стиха.
Характерен, в основном, для повествовательных поэтических произведений — как для крупных форм, начиная с поэм Гомера («Полтава», «Руслан и Людмила», «Цыганы» А. С. Пушкина, «Демон» М. Лермонтова, «Хорошо» В. В. Маяковского, «Сон», «Кавказ» Т. Шевченко, «Возмездие» А. Блока, «Похороны друга» П. Тычины и др.), так и для, так называемых, малых эпических жанров (басен, например, басни И. А. Крылова); стихотворные драмы, некоторые (в частности, написаны белым стихом), встречается и в лирической поэзии («Деревня» А. С. Пушкина).